# Bellwood (Pennsylvanie)
Bellwood est un borough situé au nord du comté de Blair, en Pennsylvanie, aux États-Unis,. En 2010, il comptait une population de 1 828 habitants.  Il est incorporé le 1er mars 1898.

## Démographie
Lors du recensement de 2010, le borough comptait une population de 1 828 habitants. Elle est estimée, le 1er juillet 2019, à 1 774 habitants.

### Source de la traduction
- (en) Cet article est partiellement ou en totalité issu de l’article de Wikipédia en anglais intitulé « Bellwood, Pennsylvania » (voir la liste des auteurs).